# 各務原市蘇原地区体育館
各務原市蘇原地区体育館（かかみがはらしそはらちくたいいくかん）は、岐阜県各務原市にある各務原市が管理運営する体育館である。蘇原地区体育館とも称する。

## 概要
蘇原地区の住民を対象とする体育館である。1986年（昭和61年）3月20日に開館。
建物はRC造、延床面積は514.41m2。
使用する場合は、使用月の2カ月前から蘇原コミュニティセンターへ申し込む。

## 施設
- アリーナ（体育室） - 可能種目：バレーボール（1面）、バドミントン（1面）、卓球（5台）
- 多目的ルーム - 可能種目：ダンス、ヨガ、ミーティングなど
- 更衣室
- シャワー室
- 湯沸室

## 利用案内
- 休館日：年末年始（12月29日〜1月3日）
- 開館時間：9：00〜22：00
- 駐車場：13台

## アクセス
- 各務原市ふれあいバス蘇原線「蘇原古市場町」バス停下車、徒歩約5分。
- 岐阜バス尾崎団地線「蘇原」バス停下車、徒歩約15分
  - 東海道本線・高山本線岐阜駅（JR岐阜駅バスターミナル）、名鉄名古屋本線・各務原線名鉄岐阜駅（名鉄岐阜のりば）より【B57】テクノプラザ、【B59】各務原高校前行き。

## 周辺施設
- 加佐美神社